# Sibágat
Sibágat es un municipio filipino de primera categoría, situado en la parte nordeste de la isla de Mindanao. Forma parte de la provincia de Agusan del Sur situada en la Región Administrativa de Caraga. Para las elecciones está encuadrado en el Primer Distrito Electoral.

## Geografía
Municipio situado en el extremo septentrional de la provincia, 29 kilómetros al este de la ciudad de Butuán, limítrofe con las de Agusan del Norte y Surigao del Sur.
Bañado por el río Sibágat,  afluente del río Wawa.
Su término linda al con el municipio de Bayugan; al este con la mencionada provincia de Surigao del Sur, municipios de Carrascal, Cantilan, Madrid, Carmen y Lanuza; y al oeste los municipios de Santiago, Cabadbaran, Remedios T Romualdez y Butuan, todos en la provincian de Agusan del Norte.

### Barangayes
El municipio de Veruela se divide, a los efectos administrativos, en 24 barangayes o barrios, conforme a la siguiente relación:
| - Afga - Anahawan - Banagbanag - Del Rosario - El Río - Ilihan | - Kauswagan - Kioya - Magkalape - Magsaysay - Mahayahay - Nuevo Tubigon | - Padiay - Pérez - Población - San Isidro - San Vicente - Santa Cruz | - Santa María - Sinaí - Tabon-tabon - Tag-uyango - Villangit - Kolambugán |  |

## Población
La mayoría de los habitantes son inmigrantes Visayos que hablan el idioma cebuano.

## Historia
La palabra Si-bagat es un compuesto de la palabra bagat que significa lugar de reunión.
Cerca del río Sibágat las luchaban antaño las tribus.
La tribu derrotada se retira aguas abajo del río Wawa, desapereciendo.
El actual territorio de Agusan del Sur fue parte de la provincia de Caraga durante la mayor parte del período español.
Así, a principios del siglo XX la isla de Mindanao se hallaba dividida en siete distritos o provincias.
El Distrito 3º de Surigao, llamado hasta 1858  provincia de Caraga, tenía por capital el pueblo de Surigao e incluía la  Comandancia de Butuan.
Pertenecen a esta Comandancia además de Mainit y sus visitas, todos los pueblos y visitas respectivas situados á orillas del río Agusan.
En 1914, durante la ocupación estadounidense de Filipinas,  fue creada la provincia de Agusan. Nuevo Sibágat fue uno de sus distritos municipales.
El 17 de junio de 1967 la provincia se divide en dos, pasando Bayugan a formar parte de Agusan del Sur.
El 1 de febrero de 1980 se convirtió en un municipio independiente.

## Fiestas
Cada 13 de junio celebra su fiesta patronal en honor de San Antonio de Padua.